# Can Gelabert (Amer)
Can Gelabert és una masia d'Amer (Selva) inclosa a l'Inventari del Patrimoni Arquitectònic de Catalunya.

## Descripció
Can Gelabert és una gran masia de planta rectangular que consta de planta baixa i pis superior i que està coberta amb una teulada a dues aigües de vessants a façana.
La planta baixa consta d'un gran portal adovellat d'arc de mig punt amb unes dovelles de mida gran molt ben escairades i treballades. A la clau de la volta hi ha una inscripció molt borrosa i deteriorada, cosa que dificulta extremadament la seva lectura i comprensió fins al punt que tan sols es pot desxifrar la data de "1 6 1 3", ja que la resta de lletres són incomprensibles.
Al primer pis trobem dues finestres rectangulars equipades amb llinda monolítica, muntants de pedra i ampit treballat. Sota l'ampit trobem la solució prototípica que consisteix a disposar dues o tres pedres com a mesura de reforç en la sustentació de la pesant finestra.
A l'esquerra hi ha una ampliació més moderna que no ha afectat l'edifici central i n'ha preservat la línia de la façana.
A la façana lateral, que està fortament apuntalada per quatre poderosos i robustos contraforts, trobem una finestra de permòdols amb les impostes retallades en forma de quart de cercle.
La façana posterior està projectada com una semiporxada.
Pel que fa als materials utilitzats, predomina la pedra, en dues modalitats: pedres fragmentades i còdols de riu manipulats a cops de martell i lligades amb morter de calç, que componen les quatre façanes. Mentre que per l'altra trobem la pedra sorrenca localitzada específicament en els blocs cantoners de pedra, en les dovelles del portal de la planta baixa, en les llindes, muntants i ampits de les dues finestres del primer pis i en la llinda i muntants de la finestra de la façana lateral.